# 3095 Омар Хајам
3095 Omarkhayyam је астероид чија средња удаљеност од Сунца износи 3,499 астрономских јединица (АЈ).
Апсолутна магнитуда астероида је 11,3. Назван је по персијском математичару, астроному, филозофу и песнику Омару Хајаму.